# ピエトロ・リベリ

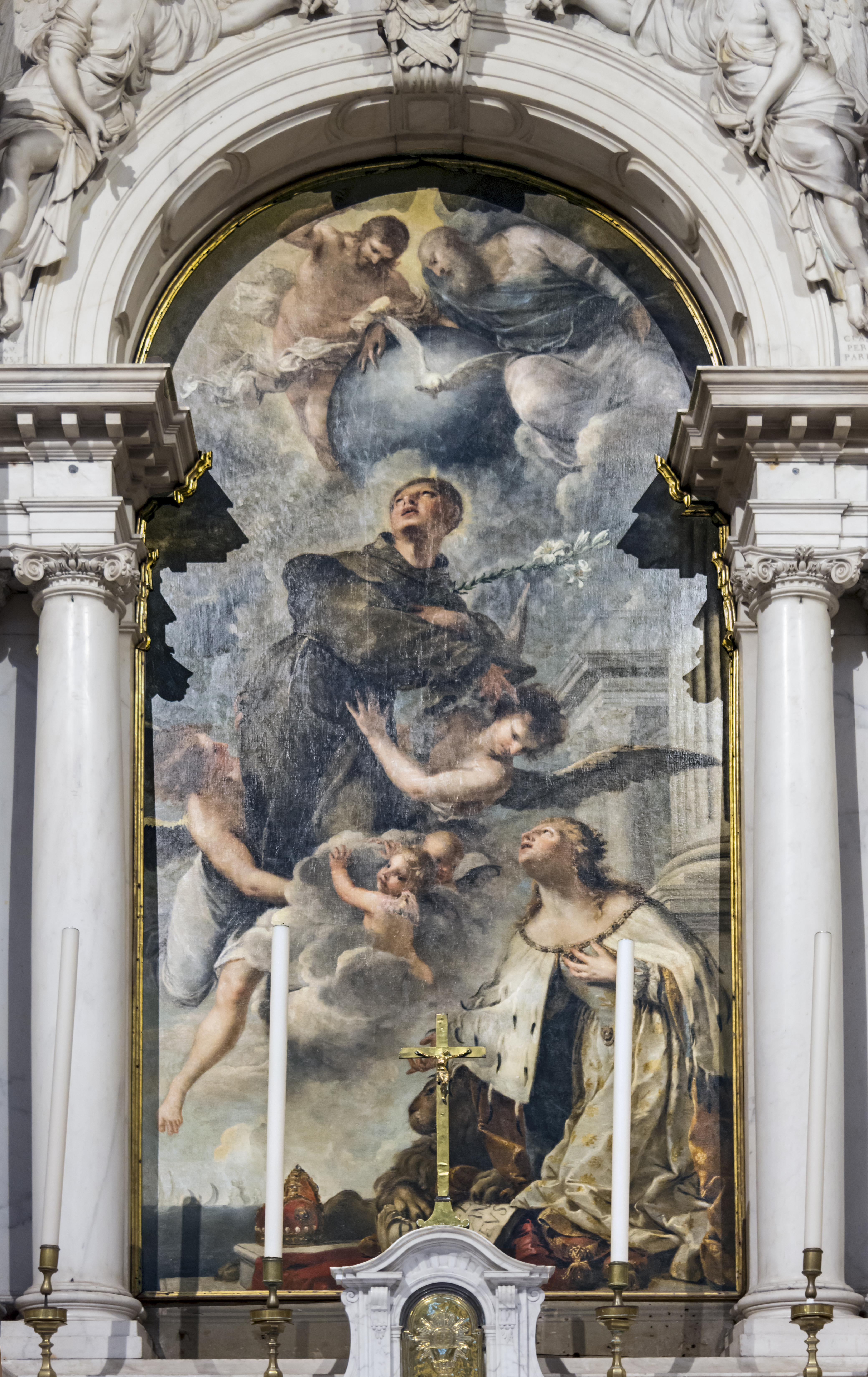
サンタ・マリア・デッラ・サルーテ聖堂の『祈りの中でヴェネツィアとともにあるパドヴァの聖アントニウス』。

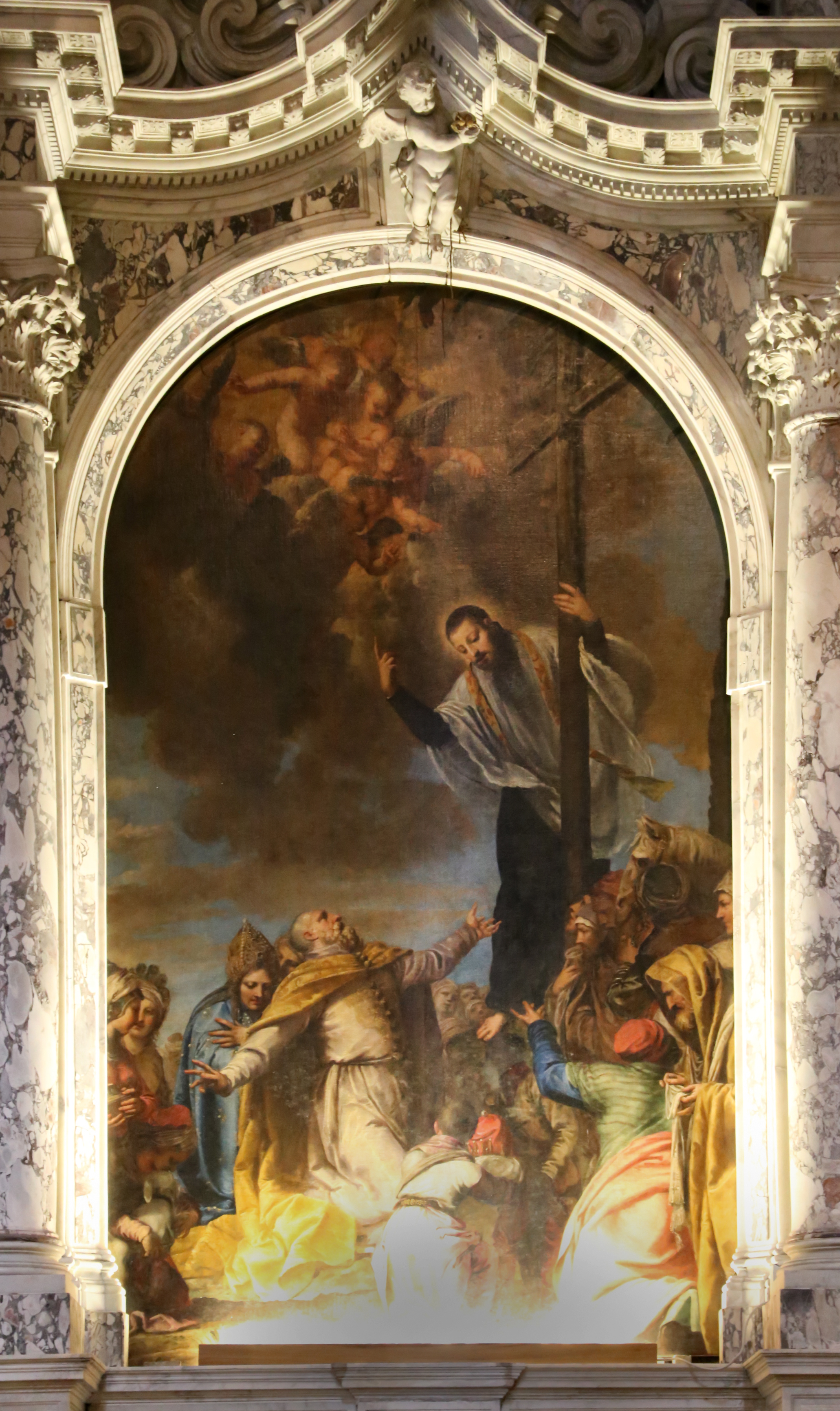
サンタ・マリア・アッスンタ教会の聖フランシスコ・ザビエル礼拝堂祭壇画『東洋で説教するフランシスコ・ザビエル』。

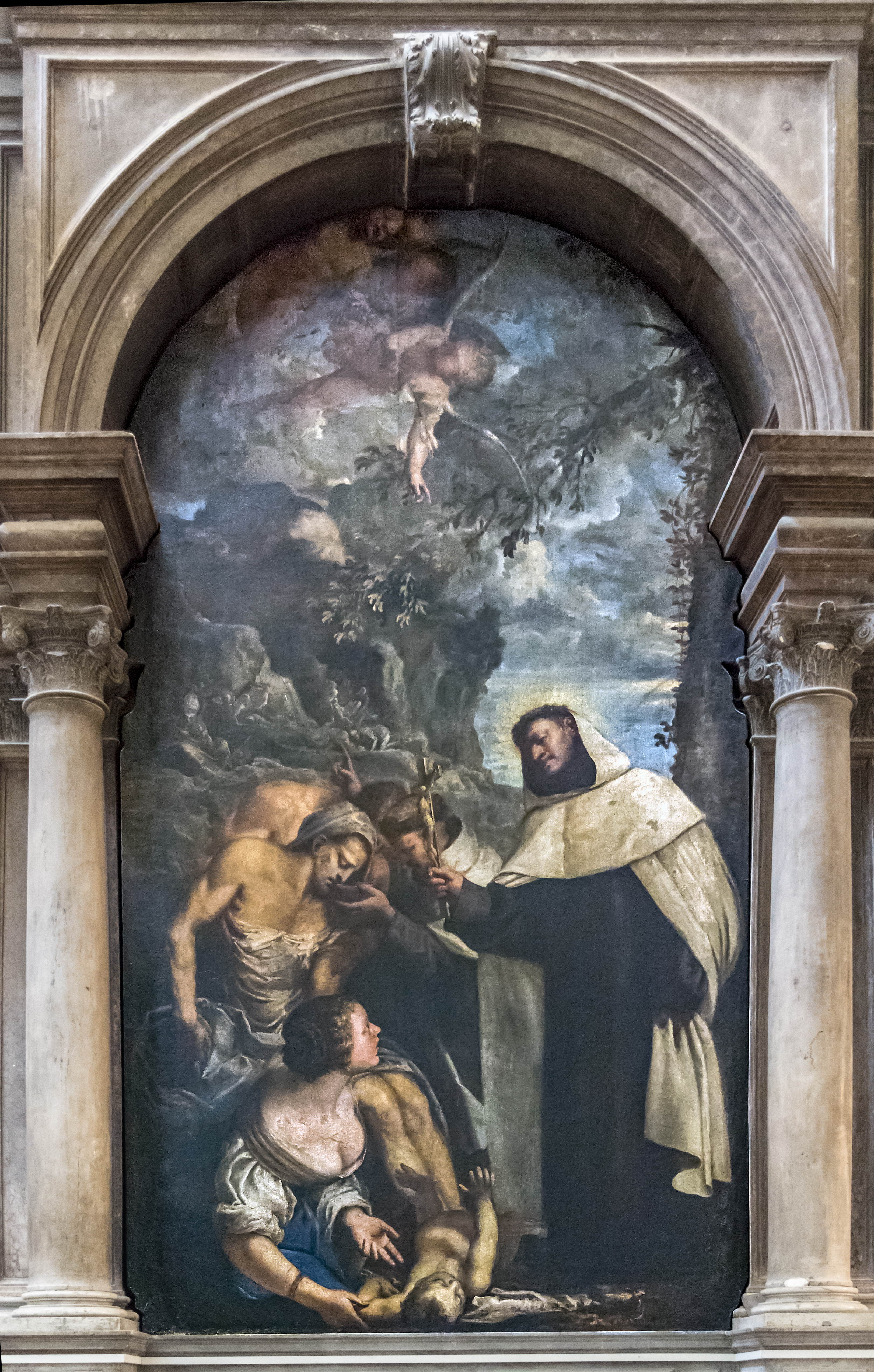
カルミニ教会の『トラパニの聖アルベルト』。

ピエトロ・リベリ（伊: Pietro Liberi, 1605年–1687年10月18日）は、イタリアバロック時代の画家である。主にヴェネツィアとヴェネトで活躍した。主に宗教画を描いた半面、しばしば官能的な主題を選択したためリベルティーノ（il Libertino, 放蕩者）の愛称で呼ばれた。

## 生涯
リベリはパドヴァで生まれ、パドヴァニーノのもとで最初の修業をした。リベリは波瀾に満ちた人生を送った。イタリアを広範囲に旅行したのち、イスタンブールへ向かう航海の途中でチュニスの海賊に8か月間拘束された。マルタを通じて解放されたリベリはシチリア島、ナポリ、ピサを訪れた。彼の生涯の数年間、リベリはサラセン人に対してトスカーナ公国のために戦っていたカヴァリエール（cavaliere, 騎士の意）のアントニオ・マンフレディーニ（Antonio Manfredini）の軍隊で傭兵になり、現在のトルコのイスケンデルンにあるシキア城（Castle of Sichia）を占領するために戦った。
従軍を終えるとトスカーナのリボルノに戻り、1637年にリスボンを訪れ、さらにフランス南部沿岸のリグーリアとスペインのマドリードを訪れた。トスカーナに戻って再び絵画に集中し、ローマに旅行した。ローマで彼は彫版師ステファノ・デラ・ベラとともに生活し、レオポルド・デ・メディチのために『サビニの女たちの略奪』を描いた。その後、フィレンツェに戻って神愛オラトリオ会に天井画を描いた。1643年にはヴェネツィアに旅行し、サンタ・マリア・デイ・デレリッティのために福音書記者たちを描いた。ヴェネツィアのサンティ・ジョヴァンニ・エ・パオロ聖堂の大祭壇画（1650年）や、サンタ・マリア・デッラ・サルーテ聖堂のために『祈りの中でヴェネツィアとともにあるパドヴァの聖アントニウス』もまたリベリの作品である。1662年、総督フランチェスコ・モリノ（Francesco Molino）によって騎士に叙された。
ドゥカーレ宮殿には『ダーダネルスの戦い』（Battle of the Dardanelles）のフレスコ画を描き、オンニッサンティ教会のために『幼児虐殺』を、ヴィチェンツァ大聖堂のために『箱舟を去るノア』（Noah leaving the Ark）を描き、ベルガモのサンタ・マリア・マッジョーレ教会には『大洪水』（Deluge）を描いた。
リベリは例えばエストニアのタリンにあるエストニア美術館の一部であるカドリオルグ宮殿に所蔵されている作品によって代表される。彼の傑作はサン・モイゼ教会の祭壇画『十字架を発見した聖ヘレナ』（Sant' Elena finding the Cross）である。

## 弟子
息子のマルコ・リベリも画家となった。他の弟子にはジャンナントニオ・ラザリ（Giannantonio Lazzari）がいる。

## ギャラリー

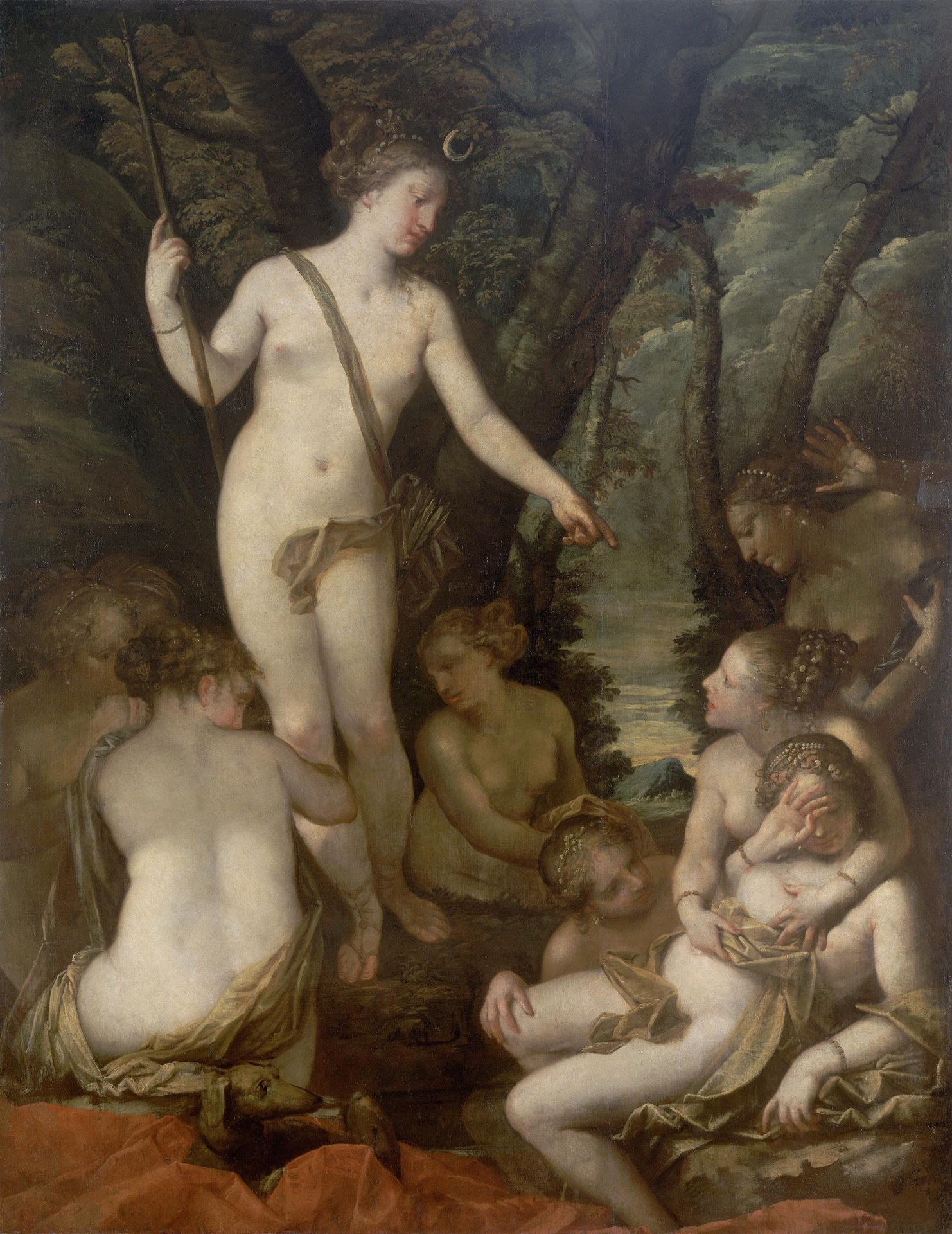
『ディアナとカリスト』1650年頃 エルミタージュ美術館所蔵
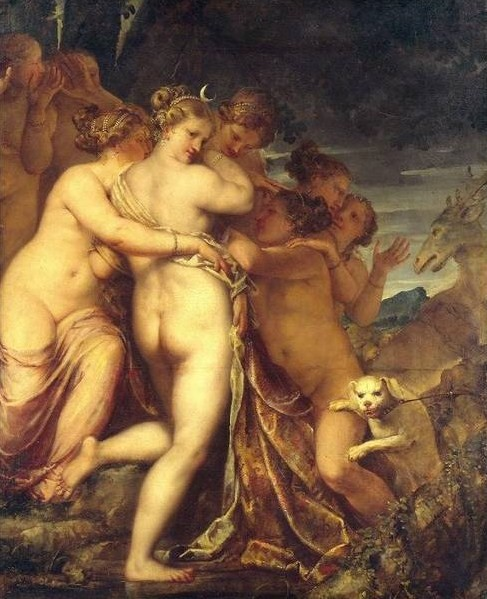
『ディアナとアクタイオン』1660年頃 絵画館 所蔵
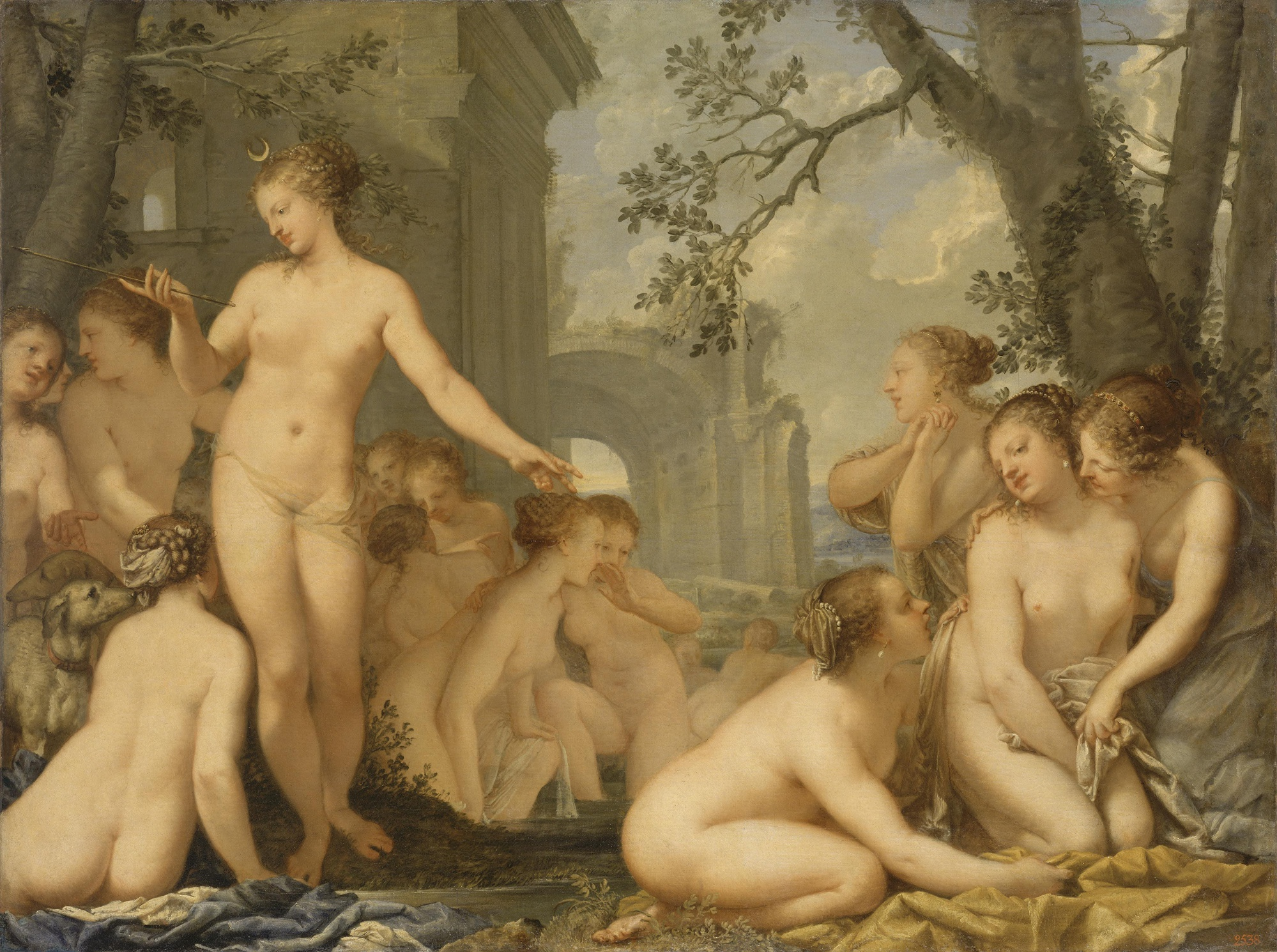
『ディアナとカリスト』1670年頃 エルミタージュ美術館所蔵
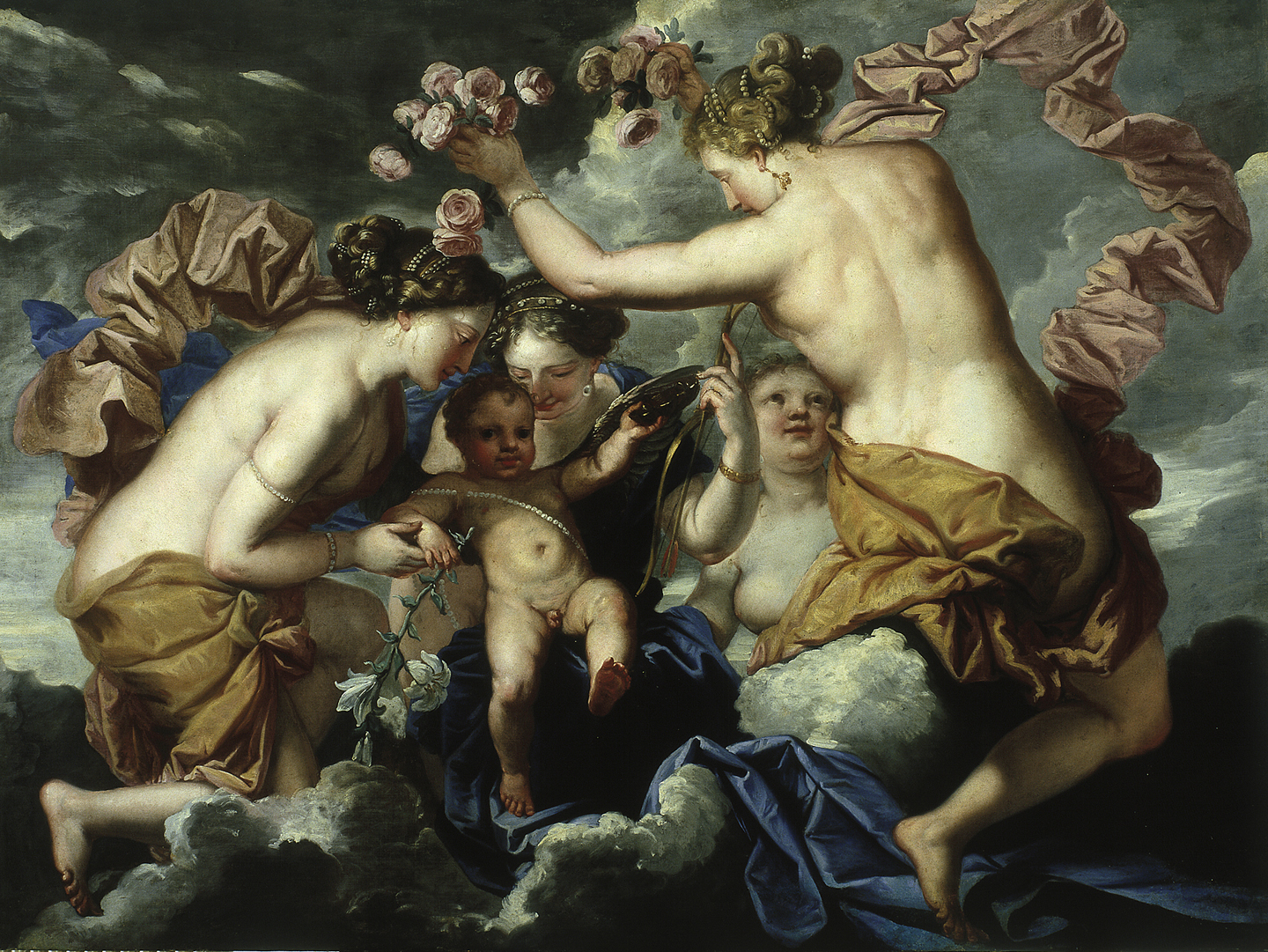
『ヴィーナスとキューピッド、三美神』ヨアネウム（英語版）所蔵
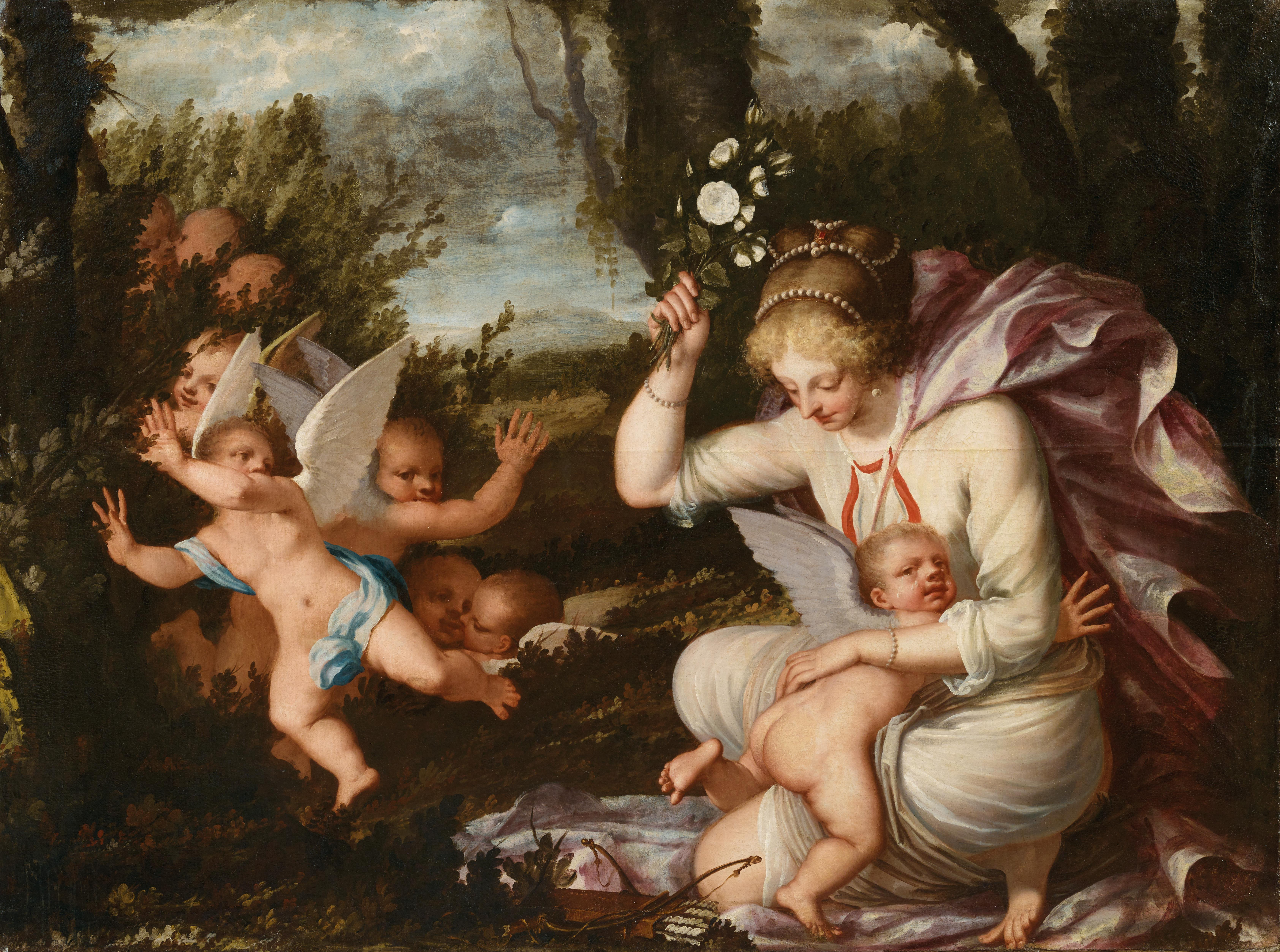
『キューピッドへの罰』個人蔵